# Vinil adesivo
Vinil adesivo é um tipo de material plástico flexível revestido com adesivo sensível à pressão, utilizado amplamente para personalização, sinalização, rotulagem e impressão. Sua superfície pode ser branca, colorida, brilhante, fosca ou transparente, e é compatível com diversos métodos de corte e impressão.

## Tipos de vinil adesivo
O vinil adesivo é classificado de acordo com sua aplicação, acabamento e compatibilidade com diferentes tecnologias de impressão:
- Vinil adesivo para recorte (plotter): utilizado com máquinas de corte eletrônico para confecção de letras, logotipos, faixas e decoração.
- Vinil adesivo para impressão solvente: resistente às intempéries, ideal para comunicação visual externa.
- Vinil adesivo para impressora jato de tinta: compatível com tintas corante ou pigmentada, amplamente utilizado em papelaria criativa.
- Vinil adesivo para impressora laser: possui superfície resistente ao calor, próprio para impressoras LED e laser.

## Vinil adesivo para jato de tinta
Essa categoria foi desenvolvida especificamente para impressoras domésticas ou comerciais do tipo jato de tinta. O vinil recebe um revestimento especial que permite a absorção da tinta, proporcionando cores vivas e boa definição.
Existem três variantes principais:
- Vinil brilho – impermeável mesmo com tinta corante, ideal para etiquetas e lembrancinhas.
- Vinil fosco – acabamento opaco, recomendado para tinta pigmentada quando se busca resistência à água.
- Vinil transparente ou semi-transparente – usado para efeitos de sobreposição, com resistência variável de acordo com a tinta usada.

Essa linha é bastante usada para:
- Personalização de cadernos, potes, embalagens e brindes
- Etiquetas escolares ou comerciais
- Artesanato com foco em planners, scrapbooks e adesivos decorativos

O desempenho técnico varia conforme a configuração de impressão (papel fotográfico vs. qualidade normal) e tipo de tinta utilizada. A secagem rápida é um fator importante para evitar borrões, especialmente ao usar tintas corantes.

## Cuidados e recomendações
- Evitar contato imediato com água ao utilizar tintas corantes em vinil fosco.
- Resinar o material após a impressão quando se busca maior durabilidade.
- Não indicado para envelopamento automotivo ou uso externo prolongado, a menos que especificado pelo fabricante.